# Entoloma romagnesii
Entoloma romagnesii är en svampart som beskrevs av Noordel. 1979. Entoloma romagnesii ingår i släktet Entoloma och familjen Entolomataceae.   Inga underarter finns listade i Catalogue of Life.